# Gabriella Tóth
Gabriella Tóth (n. 23 septembrie 1996, în Komádi) este o handbalistă maghiară care joacă pentru Győri Audi ETO KC pe postul de coordonator de joc. Tóth este și componentă a selecționatei naționale de tineret a Ungariei.

## Biografie

### Echipele de club
Gabriella Tóth a început să joace handbal în orașul natal, Komádi, și a participat cu echipa școlii sale la multe turnee. La vârsta de 13 ani, ea a fost solicitată de clubul Győri ETO KC, așa că s-a mutat într-un hostel studențesc din Győr, fiind urmată curând de părinți. După sosirea în Győr, Gabriella a luat parte la competiții naționale și internaționale pentru diverse categorii de vârstă: echipa de junioare, echipa de tineret, campionatul național de tineret sau campionatul național, fiind cooptată în final în echipa secundă de senioare a clubului ETO, care activa în a doua divizie maghiară.
În 2012, ea s-a alăturat Veszprém Barabás KC, echipă ce evolua în prima divizie, și a devenit curând una din jucătoarele de bază, cu peste 100 de goluri înscrise în sezonul 2012/13. Cu echipa din Veszprém, Gabriella Tóth a ajuns anul următor până în șaisprezecimile Cupei Cupelor EHF, competiție în care a înscris 21 de goluri.
În martie 2014, presa maghiară a anunțat transferarea handbalistei la echipa principală a Győri Audi ETO KC.

### Echipa națională
Gabriella Tóth a fost pentru prima dată selectată în echipa națională sub 17 ani a Ungariei în 2010, de către antrenorul Kálmán Róth, și anul următor a jucat la Campionatul Mondial rezervat acestei categorii de vârstă, clasându-se împreună cu Ungaria pe locul 4. Curând, ea a fost chemată la naționala sub 18 ani, dar nu a putut lua parte la Campionatul Mondial din 2012 pentru că nu împlinise încă 16 ani. În 2013, la 16 ani a participat cu naționala U19 la CE U19 din Danemarca, unde echipa a cucerit medalia de argint. În 2014, ea a fost componentă a echipei Ungariei care a participat la Campionatul Mondial de tineret din Croația.
În data de 13 decembrie 2014 a debutat în naționala de senioare, schimbând-o în echipă pe Kinga Klivinyi, în primul meci din Grupele Principale. În meciul de debut împotriva României a marcat 2 goluri din 3 încercări. În cel de-al doilea meci, contra Danemarcei, a marcat 5 goluri din 5 încercări. În meciul următor, împotriva Norvegiei, Tóth a fost deja titulară pe post de coordonator, și a marcat 4 goluri din 5 încercări.
După debutul excepțional la naționala de senioare a mai jucat în preliminariile pentru Campionatul Mondial din 2015. În vara anului 2015 s-a transferat la echipa Győri Audi ETO KC, unde la începutul sezonului a avut o accidentare gravă, fiind operată la genunchi. 

## Palmares
- Nemzeti Bajnokság I:
  - Câștigătoare: 2012
  - Câștigătoare: 2015  Cupa Ungariei:
  - Câștigătoare: 2012
  - Câștigătoare: 2015  Liga Campionilor:
  - Finalistă: 2015